# Oxydia apidania
Oxydia apidania är en fjärilsart som beskrevs av Pieter Cramer 1779. Oxydia apidania ingår i släktet Oxydia och familjen mätare. Inga underarter finns listade i Catalogue of Life.

## Bildgalleri

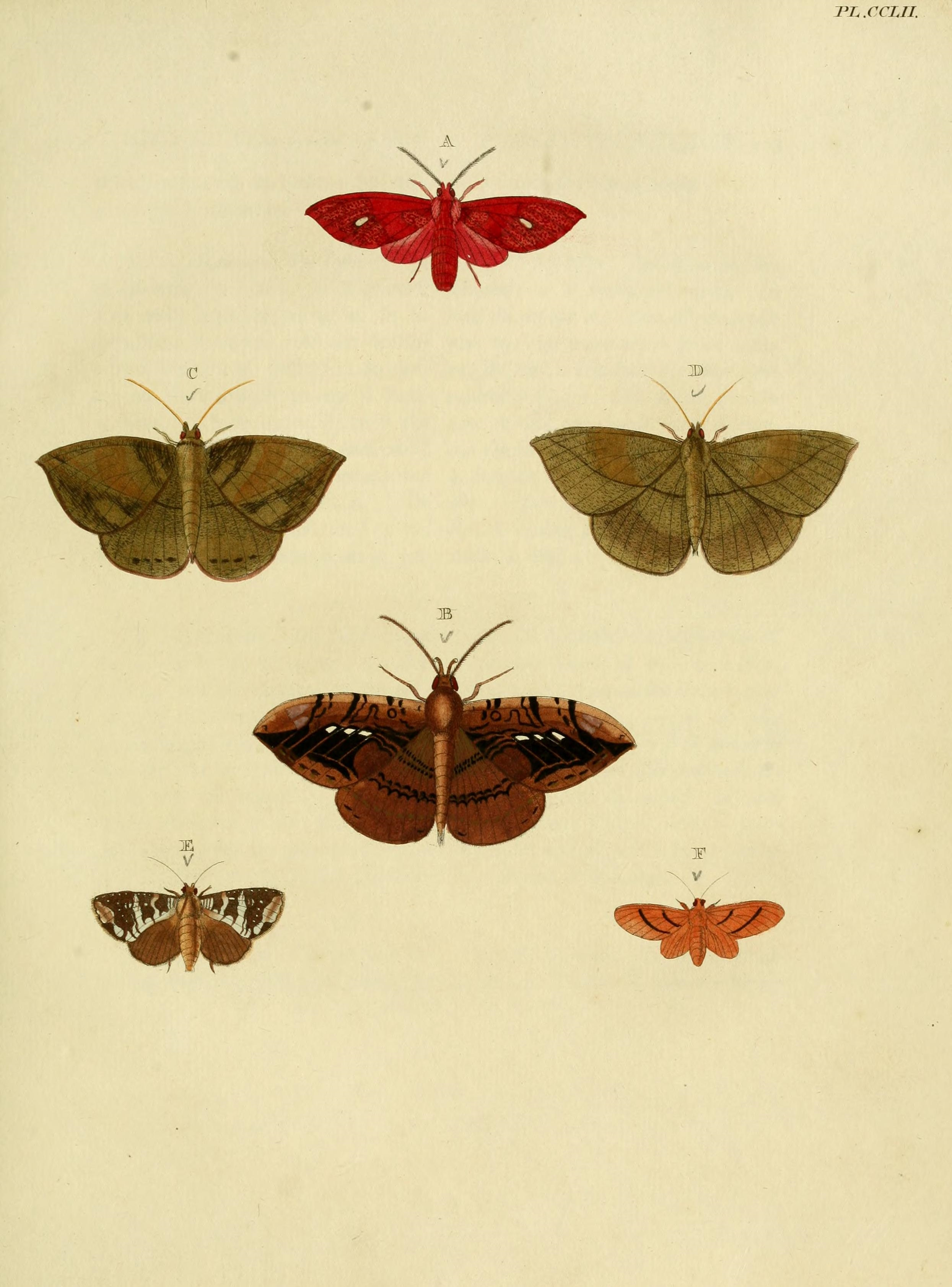